# Françoise Brion

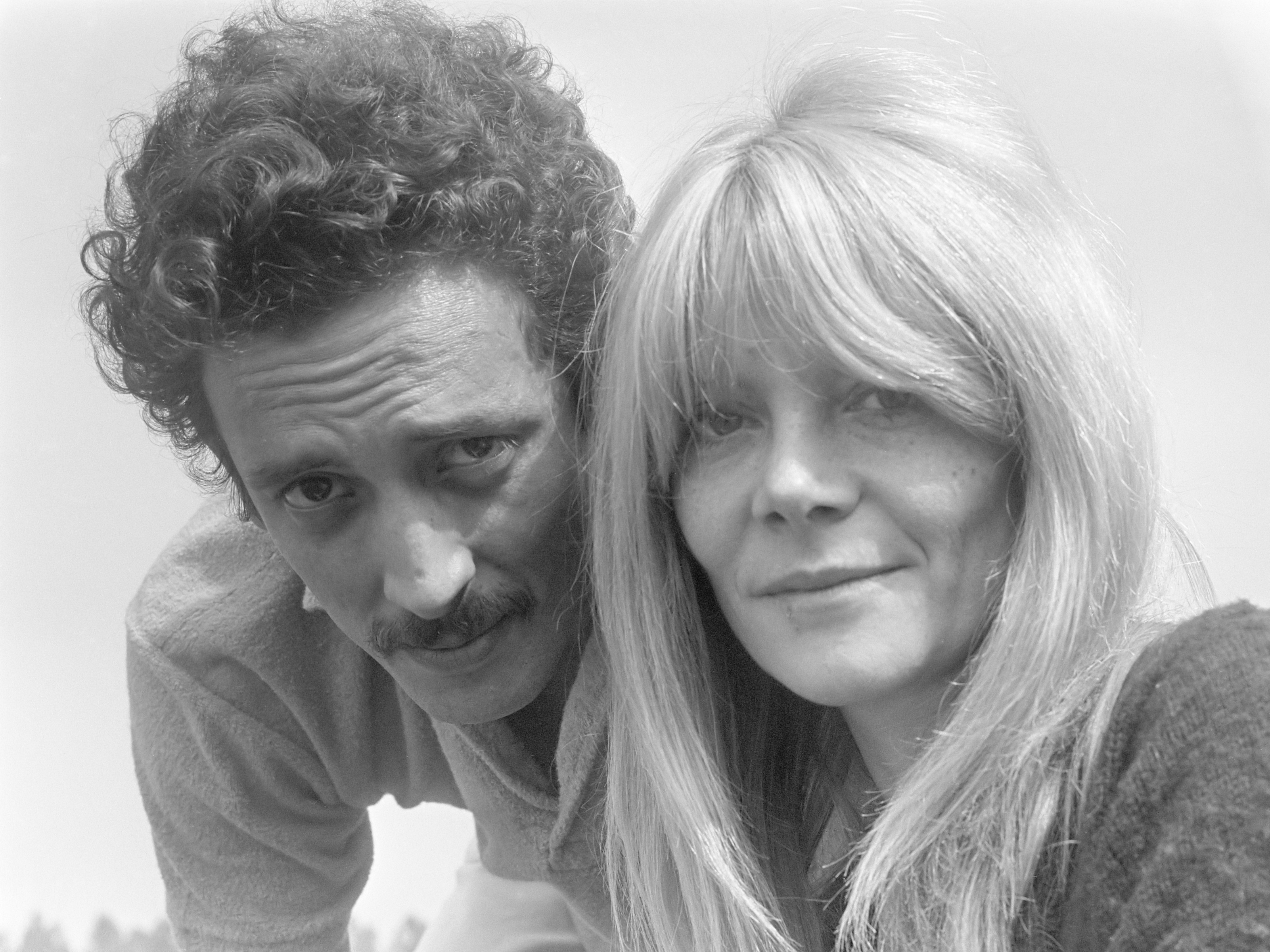
Ben Carruthers und Françoise Brion 1967

Françoise Brion, geboren als Françoise Alicia Rose German de Ribon (* 29. Januar 1933 in Paris, Frankreich) ist eine französische Schauspielerin bei Bühne und Film.

## Leben und Wirken
Françoise Brion hatte zu Beginn der 1950er Jahre Schauspielunterricht bei Pierre Dux und Raymond Girard genommen und sich anschließend am Actors Studio in New York fortgebildet. Wieder daheim in Paris, spielte die blassblonde Nachwuchskünstlerin seit 1955 vor allem Theater und wirkte in zahlreichen Aufführungen so unterschiedlicher, hauptstädtischer Spielstätten wie dem Théâtre de l'Œuvre, dem Théâtre des Variétés, dem Théâtre de Paris, dem Théâtre de l'Atelier, de Théâtre national populaire und dem Théâtre Sarah-Bernhardt mit. Dabei arbeitete sie unter anderem mit den Regisseuren Robert Lamoureux, André Barsacq, Michael Cacoyannis, Jean Tasso und ihrem Lehrer Pierre Dux. Ihre wichtigsten Bühnenrollen der Frühzeit erhielt Brion in Oscar Wildes Ein idealer Gatte, in Françoise Sagans Ein Schloss in Schweden, in Euripides’ Die Troerinnen, in Peter Weiss’ Marat/Sade sowie in Bertolt Brechts Antigone und Mutter Courage und ihre Kinder. Auch beim Theaterfestivals von Avignon war sie mehrfach zu Gast.
Parallel zu ihrer Theaterarbeit gewann seit 1956 auch die Tätigkeit beim Film an Bedeutung. Françoise Brion, die in dem folgenden halben Jahrhundert mit nahezu 100 Rollen vor der Kamera – Haupt- wie große Nebenrollen, Kino wie Fernsehen – gestanden hatte, arbeitete zunächst mit zentralen Vertretern der Nouvelle Vague (Jacques Doniol-Valcroze, Pierre Kast und Alain Robbe-Grillet) ebenso zusammen wie mit Regie-Vertretern des klassischen Unterhaltungsfilms, darunter altgediente Veteranen wie Léonide Moguy, Robert Siodmak, Christian-Jaque und Bernard Borderie. Meist wurde sie als attraktiver, blauäugiger, blonder Blickfang eingesetzt, der zumeist als Freundin und Geliebte des Helden wie etwa Eddie Constantine oder Lino Ventura, aber auch als verführerische und bisweilen gefährliche Sirene zu agieren hatte. Mit dem allmählichen Abklingen ihrer Filmkarriere Ende der 1970er Jahre gewann auch das Fernsehen an Bedeutung in Brions Karriere, und sie intensivierte außerdem wieder ihre Tätigkeit am Theater. In ihren späteren Jahren, etwa seit Mitte der 1990er, erhielt die Künstlerin eine Reihe von interessanten Charakterrollen in Stücken so unterschiedlicher Autoren wie Thomas Bernhard, Edward Albee, Ingmar Bergman und Harold Pinter angeboten.
Françoise Brion war mit dem Schauspielkollegen Paul Guers verheiratet.

## Filmografie (Auswahl)
- 1956: Ariane – Liebe am Nachmittag (Love in the Afternoon)
- 1957: Mädchenfalle (Donnez-moi ma chance)
- 1957: Natali (Nathalie)
- 1958: Die Nacht und ihr Preis (Cette nuit-là)
- 1959: Katja, die ungekrönte Kaiserin (Katia)
- 1959: Der Mörder kam um Mitternacht (Un témoin dans la ville)
- 1959: Die Katze läßt das Mausen nicht (L‘eau à la bouche)
- 1960: Man kann‘s ja mal versuchen (Le Bel Âge)
- 1960: Herzklopfen (Le Cœur battant)
- 1960: Eddie geht aufs Ganze (Comment qu'elle est)
- 1961: Pariserinnen (Les Parisiennes)
- 1962: Das ist nichts für kleine Mädchen (Lemmy pour les dames)
- 1962: In der Hand eines Stärkeren (Et Satan conduit le bal)
- 1962: Die Unsterbliche (L'Immortelle)
- 1963: Codine
- 1963: Ferien in Portugal (Vacances portugaises)
- 1963: Bonbons mit Pfeffer (Dragées au poivre)
- 1964: Les murs (Fernsehfilm)
- 1964: Verlorene Mühe (La peine perdue, Fernsehfilm)
- 1965: Karten auf den Tisch (Cartes sur table)
- 1965: Eine junge Welt (Un mondo nuovo)
- 1966: Die Blonde von Peking
- 1967: Alexander, der Lebenskünstler (Alexandre le bienheureux)
- 1967: To Grab the Ring
- 1969: Ein Tag zuviel (Les Gommes)
- 1971: Der letzte Tanz des blonden Teufels (Un beau monstre)
- 1972: La chambre Rouge
- 1973: Duell in Vaccares (Caravan to Vaccares)
- 1973: Al otro lado del espejo
- 1974: Unternehmen Rosebud (Rosebud)
- 1975: Adieu, Bulle (Adieu poulet)
- 1975: Ein wildes Wochenende (La Traque)
- 1975: Der Chauffeur von Madame (Les Bijoux de famille)
- 1976: Nea – Ein Mädchen entdeckt die Liebe (Néa)
- 1977: Le Point de mire
- 1978: Der unheimliche Fremde (Attention, les enfants regardent)
- 1979: Madame Sourdis (Fernsehfilm)
- 1980: Tarendol (Fernsehfilm)
- 1981: Les brus (Fernsehfilm)
- 1982: Théâtre pour demain: L'armoire (Fernsehfilm)
- 1983: Mit Rose und Revolver (Les Brigades du Tigre, Fernsehserie, 1 Folge)
- 1984: Mistral's Daughter (TV-Mehrteiler)
- 1985: Der Märchenprinz (The Frog Prince)
- 1985: Die Versuchung von Isabelle (La Tentation d'Isabelle)
- 1986: Ein Tag in Paris (Suivez mon regard)
- 1988: Blutkult (La mort mystérieuse de Nina Chéreau)
- 1991: Rue du Bac
- 1991: Isabelle Eberhardt
- 1992: Vincennes Neuilly
- 1993: Gabriel (Fernsehfilm)
- 1994: Nelly & Monsieur Arnaud (Nelly et Monsieur Arnaud)
- 1998: Week-end! (Fernsehfilm)
- 1998: La dernière des romantiques (Fernsehfilm)
- 1999: La bûche
- 2000: L'amour prisonnier
- 2000: Toutes les femmes sont des déesses
- 2003: Eine Affäre in Paris (Le divorce)
- 2003: Gefährliche Liebschaften (Les Liaisons dangereuses) (TV-Mehrteiler)
- 2005: Hilfe, bei mir wird renoviert (Travaux, on sait quand ça commence...)
- 2007: All About Yvonne (Kurzfilm)
- 2008: C’est la vie – So sind wir, so ist das Leben (Le Premier Jour du reste de ta vie)
- 2023: Conann